# Wangguadian
Wangguadian (kinesiska: 王瓜店镇, 王瓜店) är en köping i Kina. Den ligger i provinsen Shandong, i den östra delen av landet, omkring 57 kilometer sydväst om provinshuvudstaden Jinan.
Genomsnittlig årsnederbörd är 814 millimeter. Den regnigaste månaden är juli, med i genomsnitt 274 mm nederbörd, och den torraste är januari, med 7 mm nederbörd.